# Ксилотрех
Ксилотре́х (лат. Xylotrechus Chevrolat, 1860 = Amauresthes Chevrolat, 1863 = Rusticoclytus Vives, 1977 = Turanoclytus Sama, 1994 = Xyloclytus Reitter, 1913) — рід жуків з родини вусачів. В Українських Карпатах розповсюджено п'ять видів:
1. Ксилотрех пантера (Xylotrechus pantherinus Savenius, 1825);
2. Ксилотрех сільський (Xylotrechus rusticus Linnaeus, 1758);
3. Ксилотрех козоріг (Xylotrechus capricornis Gebler, 1830);
4. Ксилотрех коротковусий (Xylotrechus arvicola Olivier, 1795);
5. Ксилотрех антилопа (Xylotrechus antilope Schönherr, 1817).